# 신장중학교
신장중학교(新長中學校)는 대한민국 경기도 하남시 신장동에 있는 공립 중학교이다.

## 학교 연혁
- 1992년 6월 11일 : 신장중학교 설립 인가
- 1994년 3월 1일 : 초대 강태진 교장 취임
- 1994년 3월 5일 : 개교(7학급, 349명)
- 1995년 2월 16일 : 제1회 졸업(남학생 12명)
- 2003년 12월 31일 : 과학실 현대화, 양궁부 창단
- 2005년 4월 12일 : 급식소 신축 및 개소
- 2005년 5월 27일 : 교훈석 건립
- 2009년 1월 10일 : 도서실, 다목적실, 어학실 신축
- 2009년 12월 17일 : 축구부 창단
- 2010년 6월 10일 : 인조잔디 운동장 조성
- 2012년 3월 1일 : 혁신학교 지정
- 2013년 10월 25일 : 축구부실 생활관 신축
- 2019년 12월 24일 : 새빛관 개관 및 인조잔디 재조성
- 2020년 3월 1일 : 혁신학교 재지정(~2024.2.29.)
- 2022년 1월 6일 : 제28회 졸업(누계 7,307명)
- 2022년 3월 2일 : 제29회 신입생 100명 입학
- 2024년 3월 1일 : 제11대 김복희 교장 취임

## 참고 자료
- 신장중학교 - 한국교육학술정보원 학교알리미